# میخائل خولارتس
میخائل خولارتس (انگلیسی: Michael Goolaerts; ۲۴ ژوئیهٔ ۱۹۹۴ – ۸ آوریل ۲۰۱۸) دوچرخه‌سوار اهل بلژیک بود.
از باشگاه‌هایی که در آن بازی کرده‌است می‌توان به ورانداس ویلمز–کرلان، و ورانداس ویلمز–کرلان، و تیم لوتو–سودال اشاره کرد.